# Kirurgie magister
Kirurgie magister (även Chirurgiæ magister, Chir.m.), var titel för den som avlagt en sedan 1861 avskaffad examen i kirurgi för fältläkare.
Denna examens tillkomst har sin bakgrund i en äldre uppdelning, där kirurgerna, fältskärerna, betraktades som hantverkare, vilka bildade ett eget skrå, vilket var helt skilt från den akademiska medicinen. Kirurgerna avlade sina examina inför Kirurgiska societeten, som helt saknade koppling till universiteten. År 1797 uppgick emellertid Kirurgiska societeten i Collegium medicum, sedermera Sundhetskollegium, som hade överinseende över den akademiska medicinen. Den då nyinrättade kirurgie magisterexamen avlades sålunda inför Collegium medicum. Denna examen kom därigenom att krävas för tjänstgöring som mästerfältskär
Utbildningen förlades sedermera till det 1810 stiftade Institutet för fältläkares danande, senare Karolinska mediko-kirurgiska institutet, nuvarande Karolinska institutet. Syftet med denna reform var att förbättra fältsjukvården och kom på sikt att innebära att kirurgin införlivades i den akademiska medicinen. Kirurgie magisterexamen avskaffades 1861 då det blev möjligt att avlägga medicine licentiatexamen vid nämnda institut.